# 101匹萌えタン
『101匹萌えタン』（ひゃくいっぴきもえタン）は、女性アイドル、グラビアアイドルが総勢101名出演する日本の演劇作品。またそれに付随するイベントの総称。2006年7月に1時間目（第1話）から4時間目（第4話）が上演され、同年11月に、特別公演として5時間目が上演された。脚本は、相沢まくら。演出は、山口喬司。製作は、有限会社アクアス・エンターテインメント。

## 概略
出演者の一人である野村日香理らが「アイドル100人で何かやらない？」とmixiを通して呼びかけを行い、集まった100人の女の子による演劇作品の上演を企画。その呼びかけに呼応する形で、アクアス・エンターテインメントが製作事務局を設置し、本格的に企画が立ち上がった。mixiのみならず、木嶋のりこ等の人気アイドルも加え100名が確定し、ゲスト出演者として後藤理沙を迎え、総勢101名となった。その101名のアイドル達が、本番に向けて厳しい稽古を耐え抜き、演劇作品の上演に挑戦するという過程を楽しむエンターテインメント作品である。
本番の構成は、第1話～第4話の4部構成となっており、それぞれ、1時間目～4時間目という名称が付けられている。1日に、異なる台本と演出の物語を、計4本上演し、2日間でのべ2000人の動員を達成。その後、観客の要望に応える形で、特別公演として5時間目が上演された。
物語は、東京美少女学園という架空の女子高を舞台に繰り広げられる学園ストーリー。
1～5時間目には、それぞれにタイトルが付けられており、基本的には、全て独立した内容となっているが、4時間目のみ、1～3時間目に隠された謎が全て解き明かされるという仕掛けが施されている。
なお、5時間目は、学校名以外、1～4時間目とは完全に独立した作品となっているが、時系列的には、3時間目と4時間目の間に位置しているとも言われている。
それぞれのステージは、ストーリーのみに止まらず、1時間目はドタバタコメディ、2時間目はサスペンスホラー、3時間目は恋愛ドラマ、4時間目はアクション、5時間目はダンスというように、楽曲の選択から机の配置まで、全く異なるコンセプトの演出が施されている。

## 公演スケジュール
1～4時間目：2006年7月29日-7月30日 六行会ホール
5時間目特別公演：2006年11月9日-11月12日 千本桜ホール

## サブタイトル
- 1時間目：「Whose is my Dream ?」～ワタシノユメハダレノユメ～

- 2時間目：「DISCORDΦLAMENT」～戦慄のアンガージュマン～

- 3時間目：「ドッキドキ☆夏合宿」～潮風・そよ風・恋の風～

- 4時間目：「R」～mission～

- 5時間目：「DANCING♀MERMAID」

## キャスト

### 1～4時間目出演者
- 山田悠香-（1時間目主演）
- 吉川綾乃-（2時間目主演）
- 木嶋のりこ-（3時間目主演）
- 小山美香-（4時間目主演）
- 金井アヤ
- 伊藤百合南
- 石井祐奈
- 鈴木ゆき
- 伊藤百合南
- 清乃
- 姫神ゆり
- 笠原麻理奈
- 富田吏菜
- 五位渕のぞみ
- 佐藤麻紗
- 佐藤由梨香
- 小松いちか
- 石川琉那
- 松本真南
- 内田歩乃香
- 野村日香理
- 小谷有里
- 前川あや
- 森崎愛
- 石川久美子
- 柚南みゆき
- 瀬戸さおり
- 麻永梨花
- 樫村美穂
- あさずみゆうみ
- あちゅ
- 綾川ゆんまお
- 粟野薫水
- 安藤弥生
- 杏野ヒナナ
- 伊藤裕子
- 井川千尋
- 横井詩織
- 加藤綾
- 吉田真衣
- 笠井美奈子
- 河合杏奈
- 海保恵美
- 岡田彩菜
- 加藤理帆
- 横田柚花
- 岡田ニイナ
- 三崎麗香
- 高坂千賀
- 後藤まゆこ
- 佐々木未来
- 宮崎裕子
- 広岡真寧
- 山下里奈
- 高田涼子
- 宮村あい子
- 小田沙里
- 小野偉子
- 山内美里
- 市川凛
- 手賀千春
- 若菜由季
- 松本奈々
- 水瀬美香
- 森村瑞穂
- 小濱唯
- 浅野優子
- 雛乃めぐみ
- 川本綾美
- 北村まり
- 木村優里
- 平野麻衣
- 美寿々
- 平井秋津
- 白咲みう
- 姫宮みちり
- 平野妙幸
- 大八木千遥
- 前田知美
- 朝木智美
- 早川友里恵
- 蒼井ゆみこ
- 天野奈美
- まりか
- 有村深羽
- 立花夢果
- 瑠奈
- 鈴岡みゆき
- 音蘭
- 天音ねね
- 椎名鞠香
- 竹内美穂
- 大澤のぞみ
- 椎野まお
- 森由理香 (MUH～)
- 原田明絵 (MUH～)
- 宇佐美奈々 (MUH～)

「主題歌」
- MUH〜

「ゲスト」
- 後藤理沙

### デジタル写真集
101匹萌えタン出演アイドル23タイトルのデジタル写真集がリリースされた。
サイン付き・100枚限定CD写真集 
- 木嶋のりこ
- 鈴木ゆき
- 伊藤百合南
- 清乃
- 姫神ゆり
- 笠原麻理奈
- 富田吏菜
- 五位渕のぞみ
- 佐藤麻紗
- 佐藤由梨香
- 小松いちか
- 石川琉那
- 松本真南
- 山田悠香
- 内田歩乃香
- 野村日香理
- 小谷有里
- 前川あや
- 森崎愛
- 石川久美子
- 柚南みゆき
- 葉山綾

### 5時間目特別公演
- 伊藤百合南
- 彩音ちか
- 若木萌
- 五位渕のぞみ
- 小山美香
- 蒼井ゆみこ
- 井川千尋
- あちゅ
- 桜井まり
- いわきちよ
- 湯本紗季
- 姫宮みちりほか

「日替わりゲスト」
- 木嶋のりこ
- 野村日香理
- 金井アヤ
- 吉川綾乃

「シークレットゲスト」
- 前田知美
- 岡田彩菜
- 姫神ゆり
- 秋野結
- かはらめぐみ

## イベント
- 101匹萌えタン制作発表
- 101匹萌えタン秋葉原練り歩き
- 101匹萌えタン クリスマスパーティ＆大忘年会
- 萌え萌え☆バレンタイン大作戦！～バレンタインチョコをください☆～
- 101匹萌えタンinデジらく 夏、水着祭り
- 101匹萌えタンドッヂボール大会
- 「汗ダク！特モリ！101匹萌えタン」DVD発売記念イベント
- 101匹萌えタン課外授業 ビーチで萌え萌えin海の家 鹿嶋

## その他
- 本編の配役は、稽古を進めながら、そのキャラクターを演じきった者が役を勝ち取れるというサバイバルレース形式であった。実力不足で役を貰えなかったり、厳しい稽古に耐えきれなくなったりして、降板してしまう脱落者もいた。
- 合言葉は「萌えッス！」
- 携帯サイト「ムービーフル」で、稽古の様子が配信されていた。
- 教頭役の深沢和明は、ロックバンドBOØWYの元メンバーである。